# Canal de la Sensée

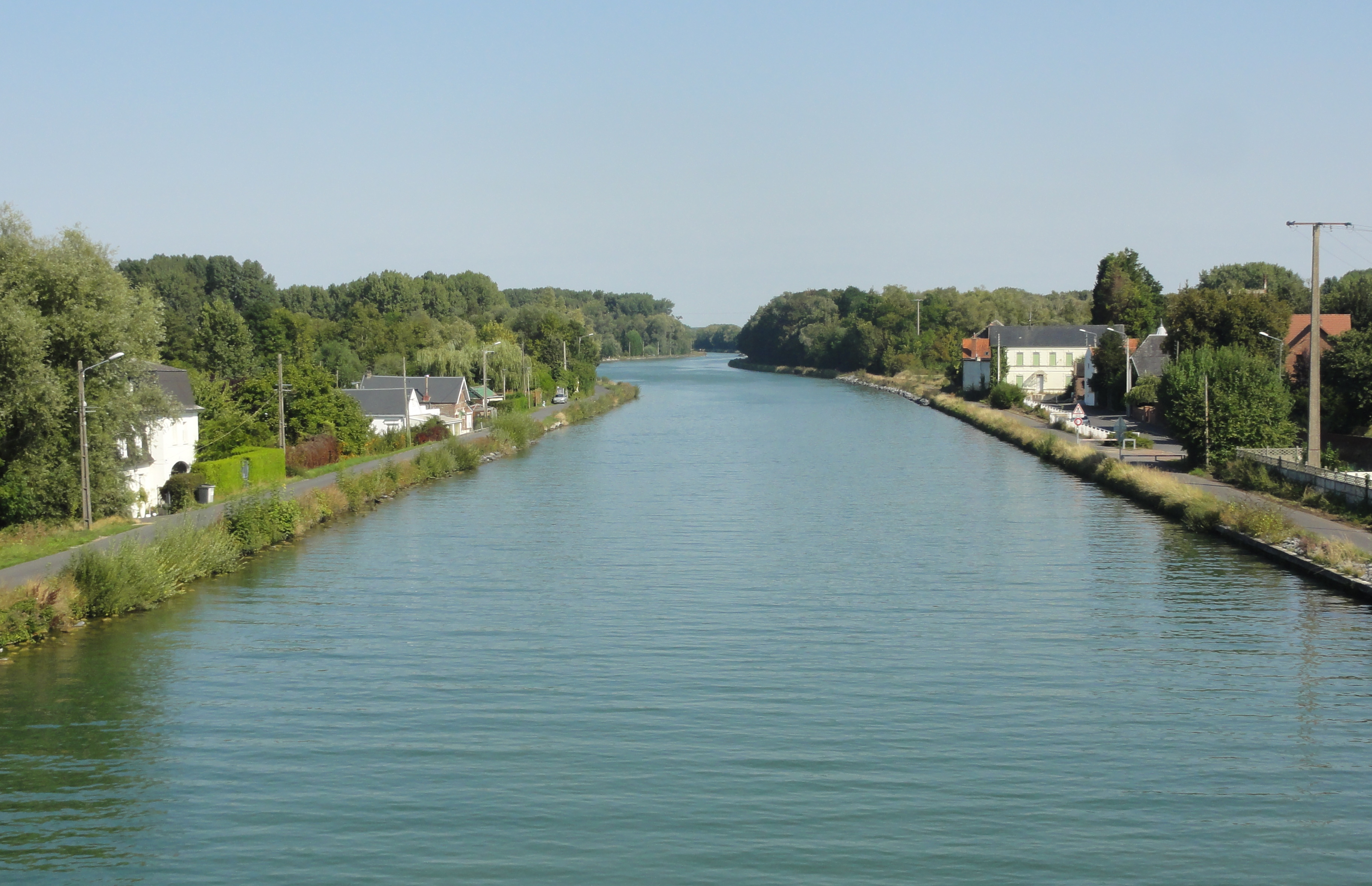
Le canal à Hem-Lenglet, en direction de Paillencourt.

Le canal de la Sensée est situé dans le département français du Nord. C'est un projet élaboré sous Napoléon pour compléter le canal de Saint-Quentin et diminuer utilement le trajet (par voie d'eau) de Dunkerque à Cambrai d'environ 63 km (14 lieues de l'époque).
En mars 1806, le gouvernement impérial donne l'ordre de construire un canal qui unira la Scarpe et l'Escaut. Les travaux sont entrepris en juin 1819 et le canal de la Sensée est ouvert à la navigation en novembre 1820.
Après sa mise en service, la navigation y est facile, ce qui l'a rendu très fréquenté malgré un péage élevé imposé par le concessionnaire, hormis pour les bateaux de charbon de terre qui vers 1830-1635 ont vu leur droit diminuer puis disparaître pour le passage aux écluses de Lambre et de Courchelette, sur la Scarpe.

## Géographie
Dans le département du Pas-de-Calais, deux sources alimentent la Sensée ; 
1. la première (Braine) est entre Eterpigny et Remy ; elle reçoit dans son cours, à droite, le ruisseau le Coguel, près de l'écluse, et s'y joint à l'autre pour former, après leur réunion, deux embranchements dont l'un, se dirigeant sur la Scarpe par Arleux, date de l'année 1690,
2. la seconde source, dite de Marlampain est située entre Hamblain-les-Prés et Sailly-les-Ostrevent ;  après avoir reçu l'Hirondelle, se dirige sur l'Escaut par Aubenchœul et Aubigny.

## Histoire
Selon l'ingénieur en chef des ponts et chaussées (et membre de la légion d'honneur) Joseph Louis Étienne Cordier (1775-1849), la navigation du département du Nord est « toute artificielle. On y compte 22 canaux, ou rivières canalisées ; c'est-à-dire, plus d'un sixième de tous ceux de la France », mais « Ces canaux, exécutés à diverses époques et dans differens buts, ont entr'eux peu de liaison et d'ensemble; ils restent dans leur premier état d'imperfection […] La navigation est partout lente, difficile et dangereuse. Elle ne sert qu'au transport des matières grossières et de peu de valeur comme pierres et charbon. Les bateaux, par cette raison, retournent presque toujours vides aux carrières et aux mines. Tel est l'état de la navigation du département qui passe cependant, et avec raison , pour celui de la France le mieux percé de canaux : la plupart des travaux restent à faire ».
Quinze ans plus tard B.L de Rive (en 1835) rapporte dans son Précis historique et statistique des canaux et rivières navigables de la Belgique et d'une partie de la France que « cette rivière offre la particularité assez rare, pour ne pas dire unique, d'avoir, au-dessous de la partie de son lit située au milieu d'un marais dans les environs de Saudemont, une chaussée construite sur un sol tourbeux, de plus de 800 mètres de longueur sur 3 à 7 de largeur ».
Dès que les aménagements de l'ancienne ligne de défense du Neuf-fossé, la transformant en canal du NeufFossé navigable (aussi dit canal de Saint-Omer à Aire), furent terminés (1774), et après que le canal de Saint-Quentin a été livré à la navigation, en partie grâce à la Sensée, les grandes villes du nord ont été mises en communication par voie d'eau avec la capitale la Seine et au-delà de grandes villes du midi de la France, préfigurant en quelque sorte le Canal Seine-Nord-Europe, mais expliquait B-L de Rive  en 1835 : « les bateaux qui débouchaient de la Lys, par la Deule, ou descendaient la Scarpe depuis Arras, pour se rendre sur l'Oise, la Somme, l'Aisne, ou la Seine, devaient parcourir la Scarpe jusqu'à son confluent à l'Escaut, au point de Mortagne, et de là remonter ce fleuve jusqu'à Cambray. La navigation si difficile, quelquefois dangereuse, mais toujours si lente, de la Scarpe, paralysait tout l'avantage que le commerce aurait pu tirer de cette communication, et détournait les mariniers de prendre charge en destination directe de Paris. 
Pour remédier à cet inconvénient, et donner à la ligne fluviale entre Dunkerque et Paris tout le développement nécessaire à la compléter, on songea à la canalisation de la Sensée, diverses fois mise en projet et non exécutée pour cause de guerre, et dont l'idée première est due au maréchal de Vauban, qui fit couper, en 1690, et dans un intérêt purement militaire, le seuil qui formait la séparation des bassins de l'Escaut et de la Scarpe ».
Cordier présenta un projet de canalisation basé sur « un tracé de niveau afin d'éviter tout à la fois les frais de construction d'écluses, la perte de temps du passage, et surtout la dépense d'eau. Celles de l'Escaut auraient pu, par ce moyen, se déverser à volonté dans la Scarpe, et celles-ci dans l'Escaut, et s'utiliser, soit à l'irrigation des terres, soit à l'inondation des places de guerre ». Pour protéger les systèmes de défense militaire alors en place, le gouvernement fit modifier le plan de M. Cordier.
Certains[Qui ?] disent que le canal de la Sensée aurait été creusé sous les ordres d'Augustin Honnorez (le pétitionnaire retenu par le gouvernement pour exécuter les travaux), par des prisonniers anglais de l'époque. 
Augustin Honnorez avait soumissionné le 21 avril 1818. Il a été reconnu officiellement par la loi du 13 mai 1818 comme seul concessionnaire du futur canal pour quatre-vingt-dix-neuf ans, à partir du jour où les bateaux passeraient par la Sensée, aux conditions suivantes :
- Qu'il serait perçu un droit:
  - D'un fr. au tonneau sur tout bateau chargé de charbon de terre ou de bois, de pierres, de chaux, briques, paille, bois, foin, engrais;
  - De deux francs par tonneau sur tout bateau chargé de toute autre marchandise;
  - De cinquante centimes par tonneau sur chaque bateau vide.

Selon B-L De Rive, « L'État s'est obligé à ne pas établir de péage ni de droits nouveaux sur le canal de la Sensée ni sur l'Escaut, de Valenciennes à Cambray , ou sur la Scarpe de Douay à Arras; comme aussi à n'accorder de permission de construire aucun canal au préjudice de celui de la Sensée, soit dans le vallon de la Sensée, soit à dix lieues en tous sens de ce canal, qui doit être exempt de toute espèce d'impôts, et ce, pendant toute la durée de la concession », ce « privilège » ayant pour inconvénient d'avoir repoussé l'aménagement d'un canal Scarpe-Escaut pour 99 ans. « Quels qu'aient été les motifs du gouvernement pour accepter les propositions de M. Honnorez, nous ne pouvons nous dispenser de blâmer cette condescendance, qui mettra plus d'une fois obstacle à des travaux utiles, ou exposera l'État à des paiemens d'indemnités » ajoute-t-il.
Honnorez s'est en échange engagé à « achever et perfectionner le dessèchement des marais de la Gâche, de l'Hirondelle et de la Sensée », avec comme compensation une allocation d'indemnité correspondant aux « trois cinquièmes de la plus value des terrains desséchés ».
Honnorez acquiert aussi par cette concession de 99 ans la totalité du droit de pêche et la jouissance de toutes les digues et arbres qui seraient plantés sur les francs bords du canal.
Les travaux prévus pour durer 4 ans et débutés en juin 1819, seront plus rapides et faciles que prévu, terminés le 15 novembre 1820 (pour un coût estimé à 1,520,000 francs, le produit présumé du péage ayant lui été évalué à 130,563 francs/an).

## Caractéristiques à la livraison (en 1820)
Ce canal orienté du N.N.O. à l'E. est long de 26 700 mètres (5 lieues 3/4 de l'époque) et large de 12,427 m.
- La largeur du canal est de 18 mètres au niveau d'eau, et de 10 mètres au fond.
- Il est alimenté par les eaux de la rivière de la Sensée après qu'elles ont décanté dans des réservoirs où elles abandonnent le limon tourbeux qu'elles charriaient.
- Sa profondeur totale est de 3 mètres, et le tirant d'eau de 2 mètres; mais on n'y naviguait qu'à 1,20 m (car c'était l'immersion permise sur le Haut-Escaut et la Scarpe)
- Il comprend deux versants, avec un point de partage à Arleux ; Le versant du côté Scarpe mesure 4 500 m avec une pente, de 6,20 m. rachetée par deux sas éclusés. Le second versant (côté Escaut) mesure 9 773 m et sa pente n'est que de 1,5 m, corrigée par un sas éclusé. Outre ces trois écluses, il en existe encore deux simples ou de garde, dont une à chaque embouchure.
- Il est longé par deux chemins de halage, chacun large de 8 mètres (à cette époque, les bateaux étaient encore tous tirés par des hommes, des chevaux, ânes, mulets, baudets ou bœufs qui appartenaient le plus souvent aux patrons bateliers. Peu après la Première Guerre mondiale de 1914-1918, les chevaux ont été remplacés par les tracteurs puis les péniches munies de moteurs).

En 1820, ses cinq sas, tous long de 44 m (entre les buses) et larges de 5,2 m entre bajoyers) sont désignés comme suit, en partant de l'Escaut : 
1. sas de Garde,
2. sas de Fressies,
3. sas d'Estrée,
4. sas de Gœulzin et
5. sas de Garde, vers la Scarpe ;

Trois bassins ont été creusés dans ce canal ; les bassins d'Aubenchœul, d'Arleux et de Ferrin.
En 1820 toujours, sept ponts fixes (de Paillencourt, de Rade, de Hem Lenglet, de l'Abbaye, de la Redoute, du Moulinet et de Ferrin) et un pont mobile (à Aubencheul) ont rétabli les routes coupées par le canal ou ont établi de nouvelles communications.
L'embouchure de ce canal est au « bassin Rond », dans l'Escaut, près d'Ywuy. 
Son entrée par la Scarpe est située en aval de Corbehem.
La loi de 1818 donne aussi comme devoir à Honnorez d'entretenir et réparer le canal et une partie de la Scarpe (aux écluses de Courchelette et de Lambre, et de l'Escaut à l'écluse d'Ywuy).
Le canal de la Sensée a subi depuis ce temps de nombreuses modifications pour devenir un canal à grand gabarit, notamment en 1968. Une péniche de gros tonnage peut maintenant[Quand ?] y circuler.

## Parcours et villes traversées

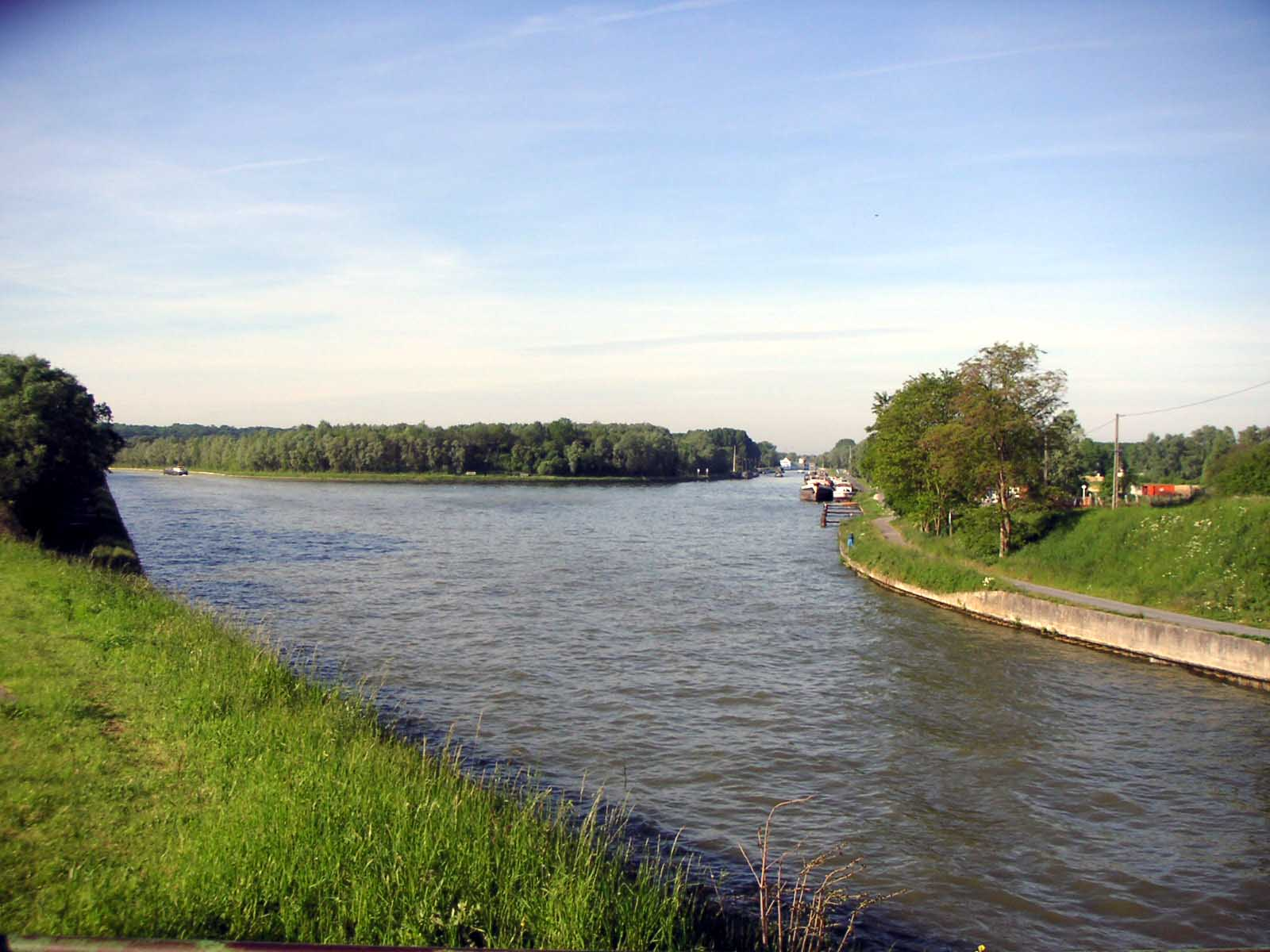
Jonction Canal du Nord et canal de la Sensée.

Ce canal permet un lien entre le canal de Saint-Quentin au nord de Cambrai avec la Scarpe canalisée et le canal de la Deûle à Douai.
Son parcours est situé presque entièrement dans le Nord. Il profite du bassin d'eau de la vallée de la Sensée pour son alimentation.
- canal de Saint-Quentin puis
- Estrun, Paillencourt, Hem-Lenglet, Fressies, Aubencheul-au-Bac, Aubigny-au-Bac
- Jonction avec le canal du Nord
- Arleux, Cantin, Férin, Corbehem, Courchelettes, Lambres-lez-Douai, Douai
- Scarpe canalisée

## Trafic
Des bateaux de 1 500 tonnes (équivalant à 5 péniches normales) naviguent alors de Dunkerque à Denain.

## Compléments